# 楊子敬
楊子敬（1933年11月1日—），台灣台南關廟人，退休警官。現任中央警察大學教授 。

## 警察經歷
曾擔任過中華民國內政部警政署刑事警察局局長 。曾經偵辦過井口真理子命案、尹清楓命案、劉邦友命案、彭婉如命案、白曉燕命案以及雲林黑金政治連環槍擊案件、鍾貴雄犯罪集團等重大命案。

## 家族經歷
其妻梁園為滿州國天生醫院院長梁宰之女。梁宰為梁道之弟

## 相關著作
- 1999年：《敬言－楊子敬重大刑案偵辦回憶錄》，ISBN 9570819189。
- 2000年：《軍購黑幕下的殺機－楊子敬對抗完全犯罪實錄(一)》，ISBN 9573072106。
- 2004年：《Y檔案：楊子敬教你如何避免被害》，ISBN 9570518405。
- 2004年：《楊捕頭VS.黑道兄弟》，ISBN 9570827912。
- 2018年：《董事長說故事－共居、共餐、共學、共樂的老後人生》，ISBN 9789864775583。

## 外部連結
- 中華民國內政部警政署刑事警察局